# Miroslav Turianik
Miroslav Turianik (* 23. října 1955 Žilina) je bývalý slovenský fotbalista, obránce.

## Fotbalová kariéra
V československé lize hrál za ZVL Žilina, Škodu Plzeň a Duklu Praha. V československé lize nastoupil v 208 utkáních, dal 6 gólů a odehrál 16.783 minut.

## Ligová bilance
| Ročník                                   | Zápasy | Góly | Minuty | Klub        |
| ---------------------------------------- | ------ | ---- | ------ | ----------- |
| 1. československá fotbalová liga 1974/75 | 3      | 0    | 121    | ZVL Žilina  |
| 1. československá fotbalová liga 1975/76 | 16     | 0    | 945    | ZVL Žilina  |
| 1. československá fotbalová liga 1976/77 | 19     | 2    | 1247   | ZVL Žilina  |
| 1. československá fotbalová liga 1977/78 | 1      | 0    | 1      | Dukla Praha |
| Česká národní fotbalová liga 1978/79     | -      | -    | -      | VTJ Tachov  |
| 1. československá fotbalová liga 1979/80 | 29     | 1    | 2593   | Škoda Plzeň |
| 1. československá fotbalová liga 1982/83 | 28     | 2    | 2357   | ZVL Žilina  |
| 1. československá fotbalová liga 1983/84 | 20     | 0    | 1659   | ZVL Žilina  |
| 1. československá fotbalová liga 1984/85 | 26     | 1    | 2333   | ZVL Žilina  |
| 1. československá fotbalová liga 1985/86 | 30     | 0    | 2681   | ZVL Žilina  |
| 1. československá fotbalová liga 1986/87 | 26     | 0    | 2124   | ZVL Žilina  |
| 1. československá fotbalová liga 1987/88 | 10     | 0    | 722    | ZVL Žilina  |
| CELKEM 1. liga                           | 208    | 6    | 16783  |             |

## Trenérská kariéra
Po skončení aktivní kariéry působil v MŠK Žilina jako asistent trenéra a trenér mládeže. V roce 2000 byl trenérem MŠK Žilina.